# Nintendo Switch 2
De Nintendo Switch 2 is een spelcomputer van het Japanse bedrijf Nintendo die wereldwijd is uitgekomen op 5 juni 2025. Het systeem is een hybride tussen een handheld en een thuisconsole. Het is de opvolger van de Nintendo Switch en is grotendeels achterwaarts compatibel met de spellen en controllers.
De Switch 2 heeft een vernieuwd ontwerp met magnetische Joy-Con 2-controllers, die ook als muis gebruikt kunnen worden, een schermdiameter van 20 cm, meer interne opslagruimte, en een beeldresolutie tot 4K. Daarnaast beschikt de Switch 2 over USB-C-poorten en een nieuwe GameChat-functie (eventueel met beeld) voor het chatten met vrienden tijdens het spelen.

## Geschiedenis

### Ontwikkeling
In mei 2024 kondigde Nintendo-directeur Shuntaro Furukawa officieel aan dat het bedrijf bezig was met de ontwikkeling van een opvolger voor de Nintendo Switch. Hij gaf aan dat later dat boekjaar meer details zouden worden gedeeld.
Tijdens de Consumer Electronics Show (CES) in januari 2025 presenteerden diverse fabrikanten hun ontwerpen voor accessoires voor de Switch 2. Nintendo benadrukte echter dat geen van deze ontwerpen officieel was.

### Aankondiging
Op 16 januari 2025 maakte Nintendo via een video op hun eigen kanalen de Switch 2 officieel bekend. Ze toonden het vernieuwde ontwerp met magnetische Joy-Con-controllers, in plaats van schuifbare, en gaven een eerste blik op een nieuwe Mario Kart-game.
Verder toont de video dat de Switch 2 gebruikmaakt van spelcartridges en een groter scherm en grotere Joy-Cons heeft. Deze Joy-Cons kunnen door een ingebouwde sensor ook als computermuis gebruikt worden.
Naast de fysieke spelcartridges zal de Switch 2 ook downloadbare spellen uit Nintendo's online winkel gaan ondersteunen. Achterwaartse compatibiliteit met spellen van de eerste Switch worden ondersteund, maar Nintendo geeft aan dat sommige oudere titels mogelijk niet volledig compatibel zijn met de nieuwe hardware. Daarnaast kunnen Nintendo Switch Online-abonnees hun lidmaatschap en toegang tot de online bibliotheek overzetten naar de nieuwe console.
In de aankondigingsvideo is verder te zien dat een uitgebreide presentatie, bekend als Nintendo Direct. De details over de console werd getoond bij een Nintendo Direct op 2 april 2025. Bij deze aankondiging werd bekend gemaakt dat de spelconsole uit zal komen op 5 juni 2025.
Op 4 april 2025 kondigde Nintendo aan dat de periode voor vooruitbestellingen in de Verenigde Staten voorlopig werd bevroren naar aanleiding van de importtarieven die in diezelfde week door president Donald Trump waren ingesteld. In Europa en Japan gingen de vooruitbestellingen wel zoals gepland op 9 april van start.

### Onthulling

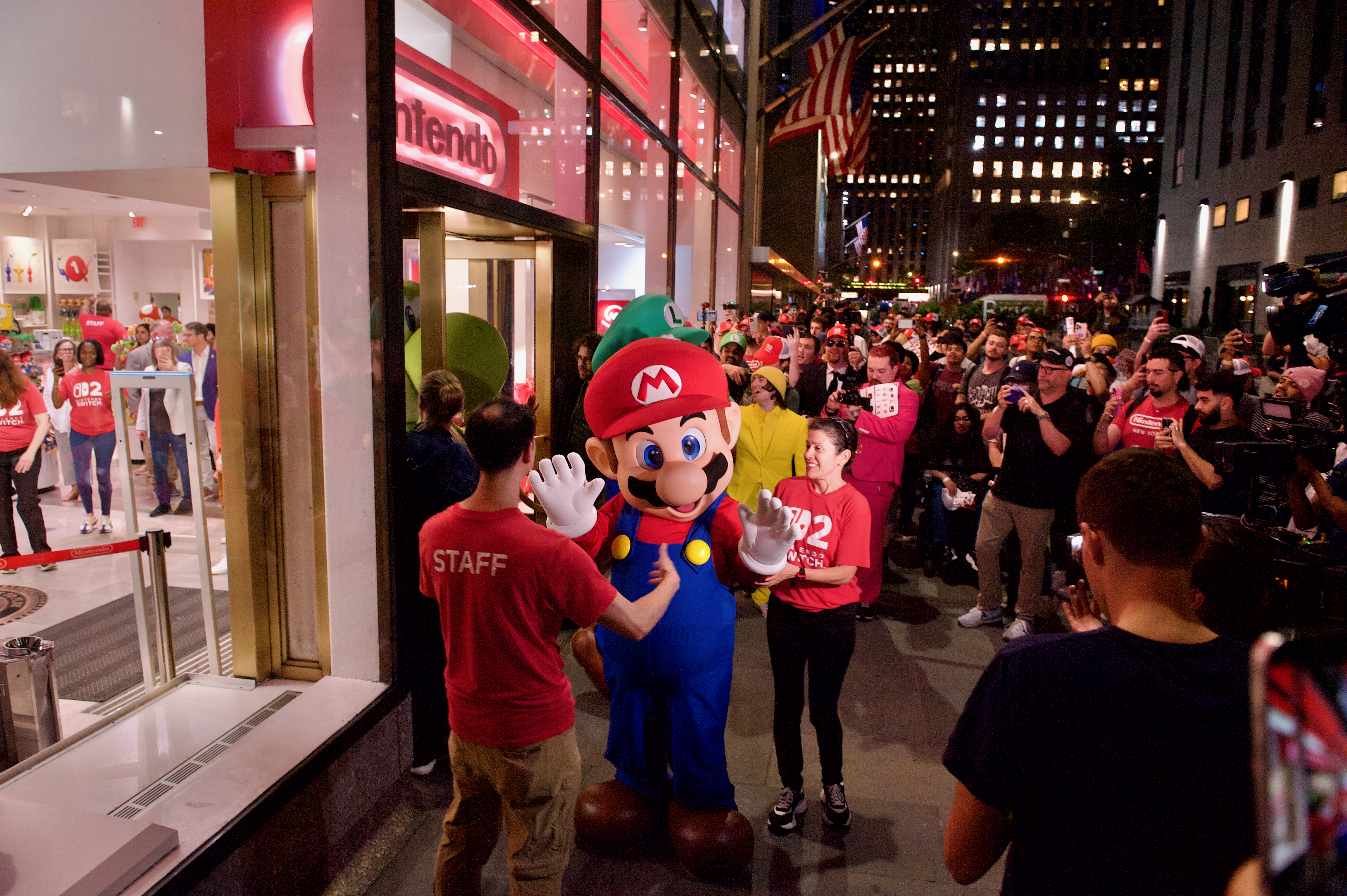
Een onthullingsfeest in de Amerikaanse stad New York.

Op 5 juni 2025 kwam de Switch 2 wereldwijd uit. De spelcomputer kon voor €469,99 gekocht worden of als bundel met Mario Kart World voor €509,99. De lanceertitels waren Mario Kart World, Cyberpunk 2077, Split Fiction, Street Fighter 6, Civilization VII, en upgrades voor Breath of the Wild en Tears of the Kingdom.
Op de eerste dag van verkoop ontstond veel drukte. In België was de spelcomputer in sommige winkels al in het eerste uur uitverkocht. Ook online was deze al op diverse websites niet meer verkrijgbaar. Door de schaarste gingen consumenten de Switch 2 voor woekerprijzen aanbieden op het verkoopplatform Marktplaats.

### Ontvangst
In eerste recensies werd de Switch 2 positief ontvangen en gezien als een krachtigere Switch. Men prees het grotere beeldscherm en de magnetische Joy-Cons. Enige kritiek werd gegeven op het ontbreken van voldoende innovatie, om zo risico's voor het bedrijf te verkleinen.
Waar veel kritiek door fans op werd gegeven zijn de hogere prijzen voor de spellen. Nintendo maakte bekend om voor Mario Kart World 79,99 euro (digitale versie) en 89,99 euro (fysieke versie) te vragen. Ook andere spellen kwamen rond deze bedragen uit. Consumenten waren niet blij met de opvallende prijsverhoging van 30 euro en deelden dit massaal op het internet.
Nintendo verdedigde de prijsstijging met de waarde van de toegenomen speelervaring. Volgens het bedrijf zijn moderne computerspellen enorm groot en hebben meer inhoud en personages gekregen. Ook kost het ontwikkelen van nieuwe technologie en hardware veel geld. Gamers maakten zich vooral zorgen dat games op deze manier te duur worden voor een groot publiek.

### Verkoop
Nintendo maakte bekend dat de Switch 2 in de eerste vier dagen na release ruim 3,5 miljoen keer is verkocht. Het is hiermee de snelst verkopende spelcomputer van het bedrijf.

## Mogelijkheden
De Nintendo Switch 2 is net als zijn voorganger een spelconsole die zowel in de huiskamer op een groot scherm gebruikt kan worden, maar ook als mobiele spelcomputer. De Switch 2 is voorzien van een lcd-scherm met een beeldresolutie van 1920×1080 pixels. Er is hierbij ondersteuning voor HDR10 en een variabele vernieuwingsfrequentie tot 120 Hz. Het is Nintendo's eerste spelconsole met een resolutie tot maximaal 4K. De console heeft twee USB-C-poorten, waarbij de onderste poort dient voor het opladen.
De interne opslagruimte is verhoogd van 32 GB naar 256 GB, waarvan 232 GB bruikbaar is. Ongeveer 24 GB wordt ingenomen door het systeemgeheugen, zoals het besturingssysteem. De opslagruimte kan worden uitgebreid met MicroSD Express-kaarten tot 2 TB. Reguliere MicroSD-kaarten kunnen alleen worden gebruikt voor opgenomen video- en beeldformaten.
De Switch 2 is achterwaarts compatibel met de meeste bestaande Nintendo Switch-games. Het bedrijf gaf aan dat consumenten hun reeds gekochte Switch-software kunnen blijven spelen op de Switch 2.

### Joy-Con 2

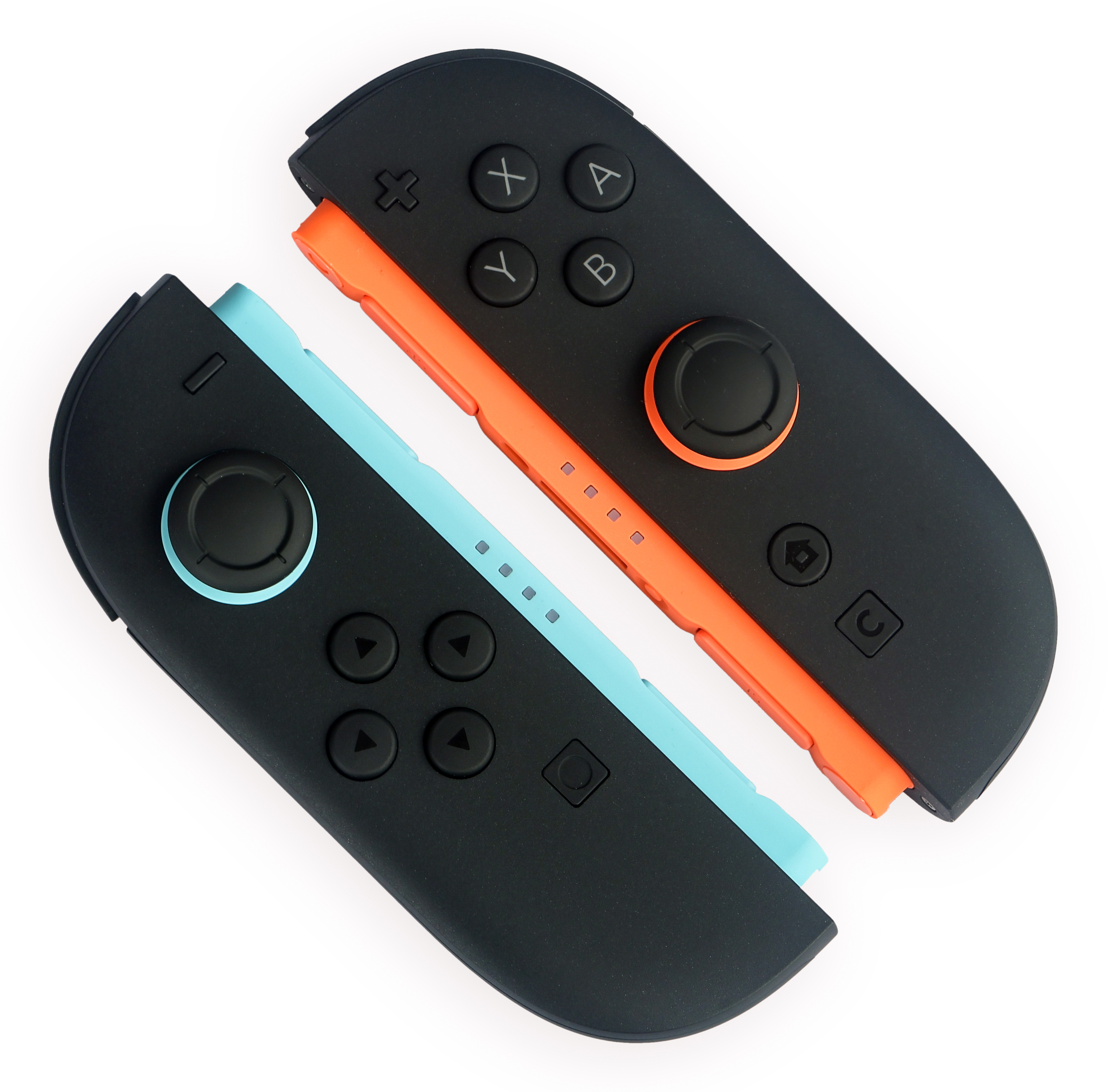
Twee losse Joy-Con 2-controllers

Aan weerszijden van de Switch 2 zijn magnetische Joy-Con 2-controllers aanwezig, die ook als losse joysticks gebruikt kunnen worden. De joysticks hebben grotere knoppen dan hun voorganger en een gebruiksduur van ongeveer 20 uur.
Er is ook een nieuwe Switch 2 Pro Controller beschikbaar, waarbij zowel de oudere generatie Joy-Cons als de Pro Controller compatibel zijn met de Switch 2. De Joy-Con 2-controllers hebben elk een nieuwe sensor op de magnetische verbindingen, waardoor ze als een computermuis gebruikt kunnen worden door ze verticaal over vlakke oppervlakken te bewegen.

### GameChat en GameShare
Een nieuw toegevoegde "C"-knop op de Joy-Cons biedt toegang tot de GameChat-functie (eventueel met beeld) voor het chatten met vrienden tijdens het spelen. Dit werkt via een ingebouwde microfoon in de console, die omgevingsgeluid kan wegfilteren, en een optioneel verkrijgbare Nintendo Switch Camera.
Chatten via GameChat kan met maximaal 12 mensen die in de vriendenlijst staan. Met de videofunctie daalt het maximum naar vier mensen. De functie is kosteloos te gebruiken tot maart 2026. Daarna is een Nintendo Switch Online-abonnement noodzakelijk.
De nieuwe functie "GameShare" maakt lokale multiplayer mogelijk met slechts één exemplaar van een spel, waar dit anders voor elke Switch apart moest worden aangeschaft. De functie is eveneens kosteloos te gebruiken tot maart 2026.

### Dockingstation

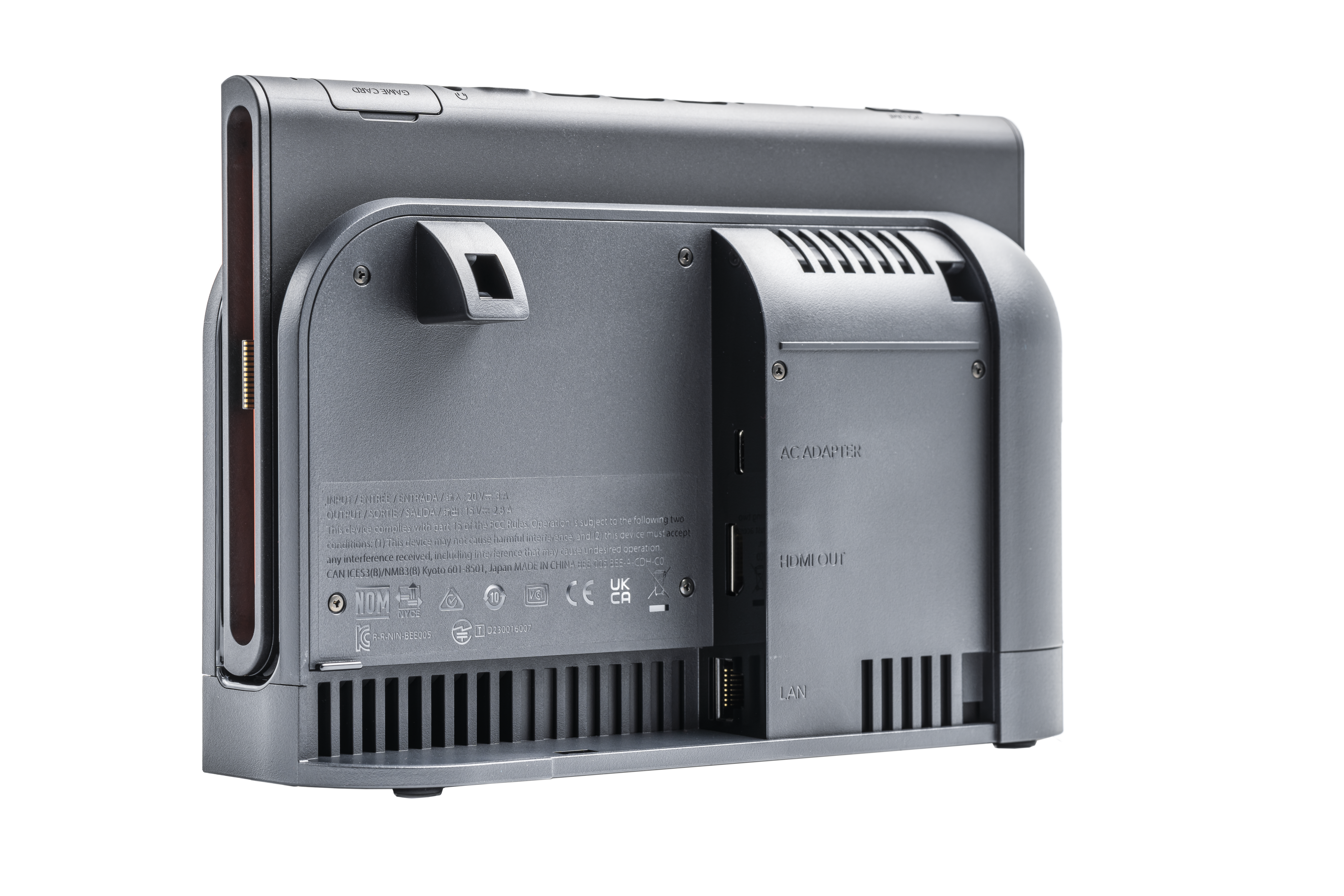
Een Switch 2 in een dockingstation

Verbeteringen zijn ook aangebracht aan het dockingstation waarin de Switch 2 geplaatst kan worden. Naast rondere vormen is er een ingebouwde ventilator toegevoegd voor het koelen van de spelconsole wanneer deze warm wordt. Een voordeel van het gebruik van het dockingstation is dat de Switch 2 kan schakelen naar een hogere beeldresolutie van 1440p (QHD) op 120 fps of 2160p (4K) op 60 fps.
Aansluitingen op het dockingstation zijn een USB-C-oplaadpoort, HDMI, een LAN-poort voor bedraad internet, en twee USB-A-poorten voor accessoires.

### Virtuele gamecards
Virtuele gamecards (in het Engels: virtual gamecard of game-key card) zijn Switch 2 spelcartridges met hierop een licentiecode, zonder de inhoud van de software op de cartridge zelf. In plaats hiervan moet de spelsoftware eerst worden gedownload via de Nintendo eShop. Het bedrijf biedt hiermee digitale spellen aan in een fysieke verpakking. Gebruikers kunnen zo games uitwisselen, uitlenen of doorverkopen, omdat deze niet gekoppeld zijn aan een Nintendo-account.
Een ander voordeel is dat er grotere spellen mogelijk zijn, dan wat er qua gegevens op een fysieke spelcartridge past. Nadelen zijn dat een spel eerst moet worden gedownload voordat het kan worden gespeeld, en dat het in de toekomst mogelijk niet meer opnieuw gedownload kan worden.
Dit leidde tot ophef en onvrede bij een groep Nintendo-fans die voorstander zijn van fysieke media en het behoud van computerspellen in het algemeen. Nintendo reageerde tijdens een interview op de zorgen en gaf aan dat fysieke uitgaven een belangrijk onderdeel van het aanbod zullen blijven.

## Galerij

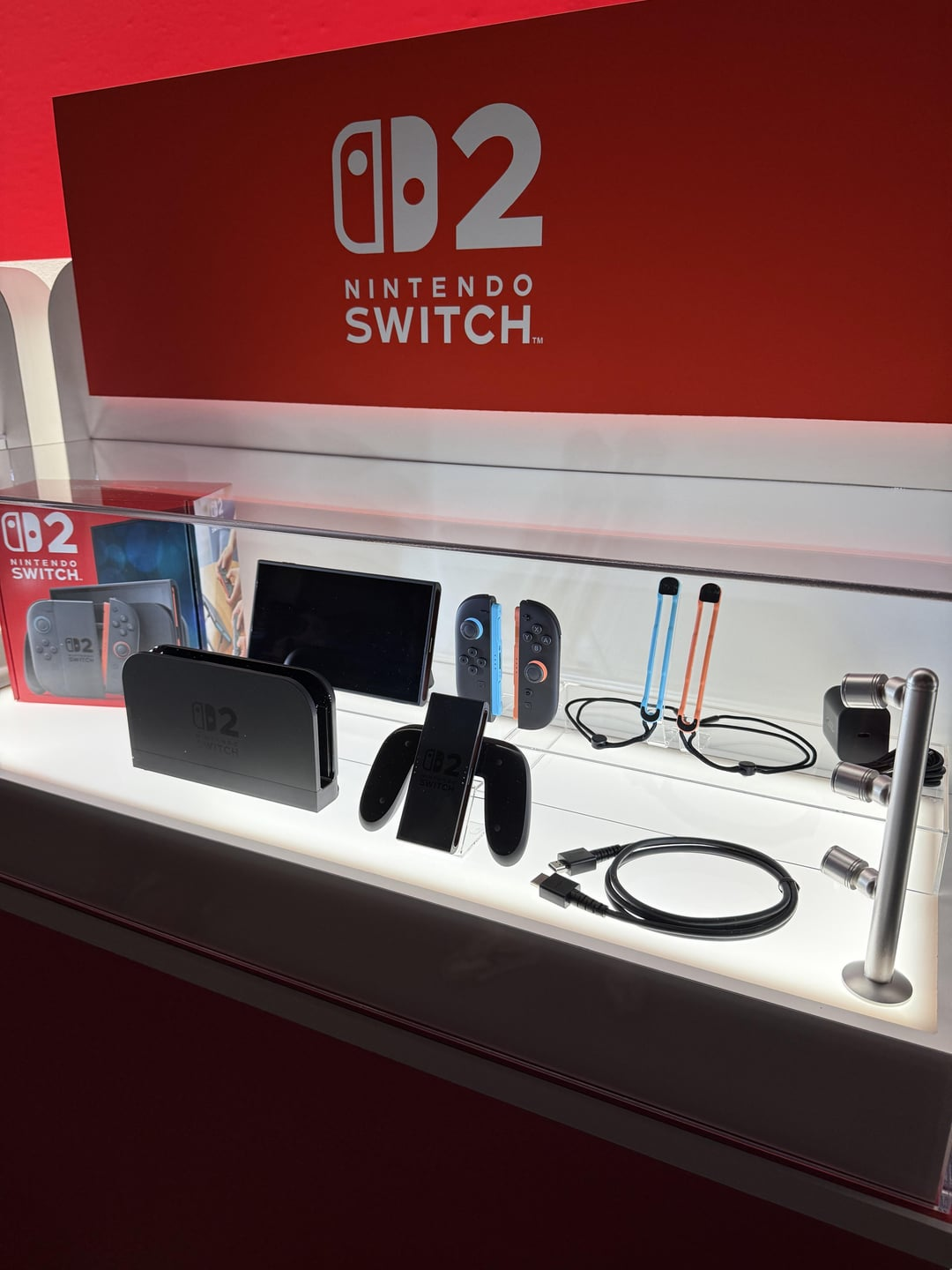
Een vitrine met enkele accessoires
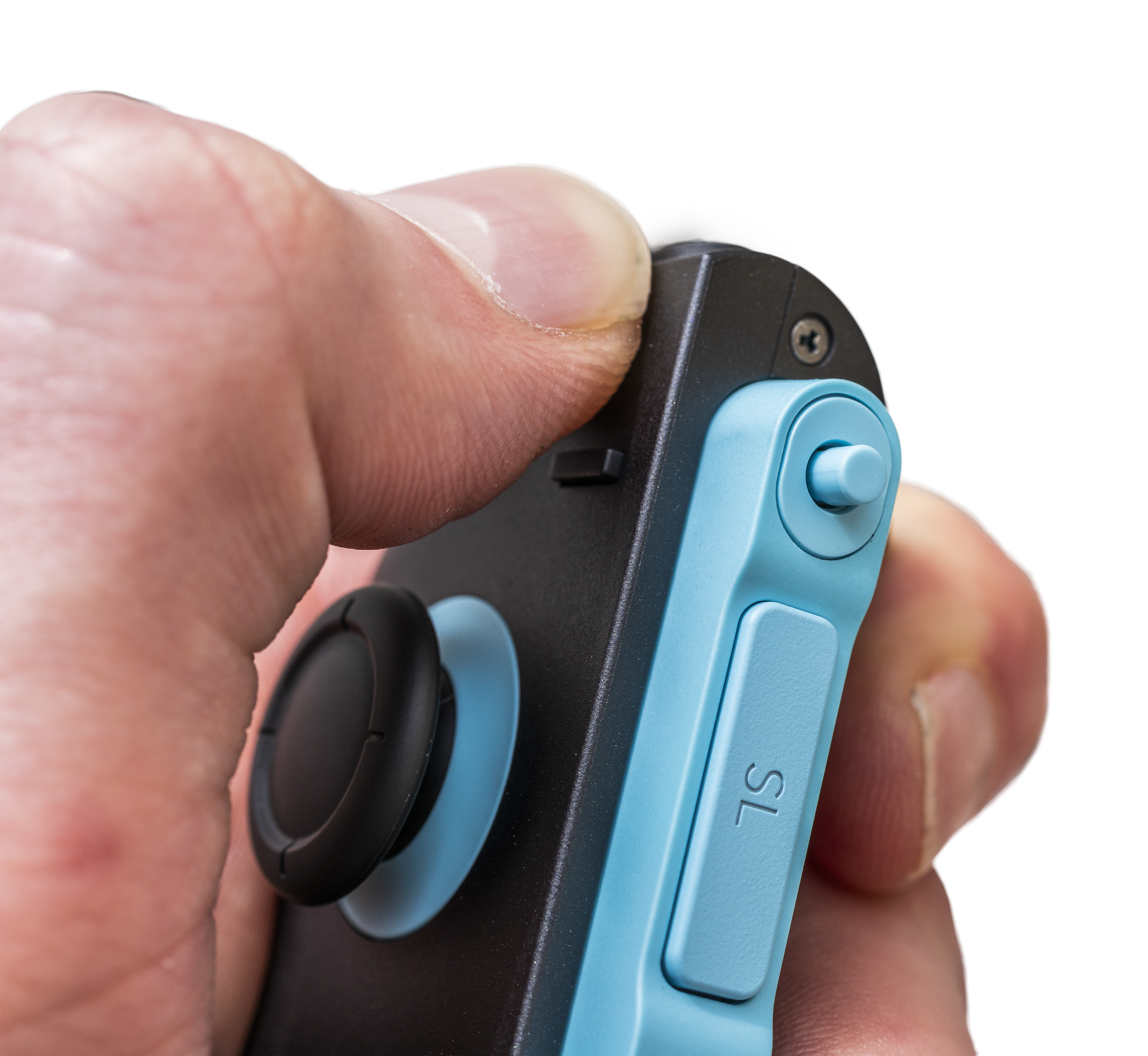
Mechanisme voor het loskoppelen van de Joy-Con
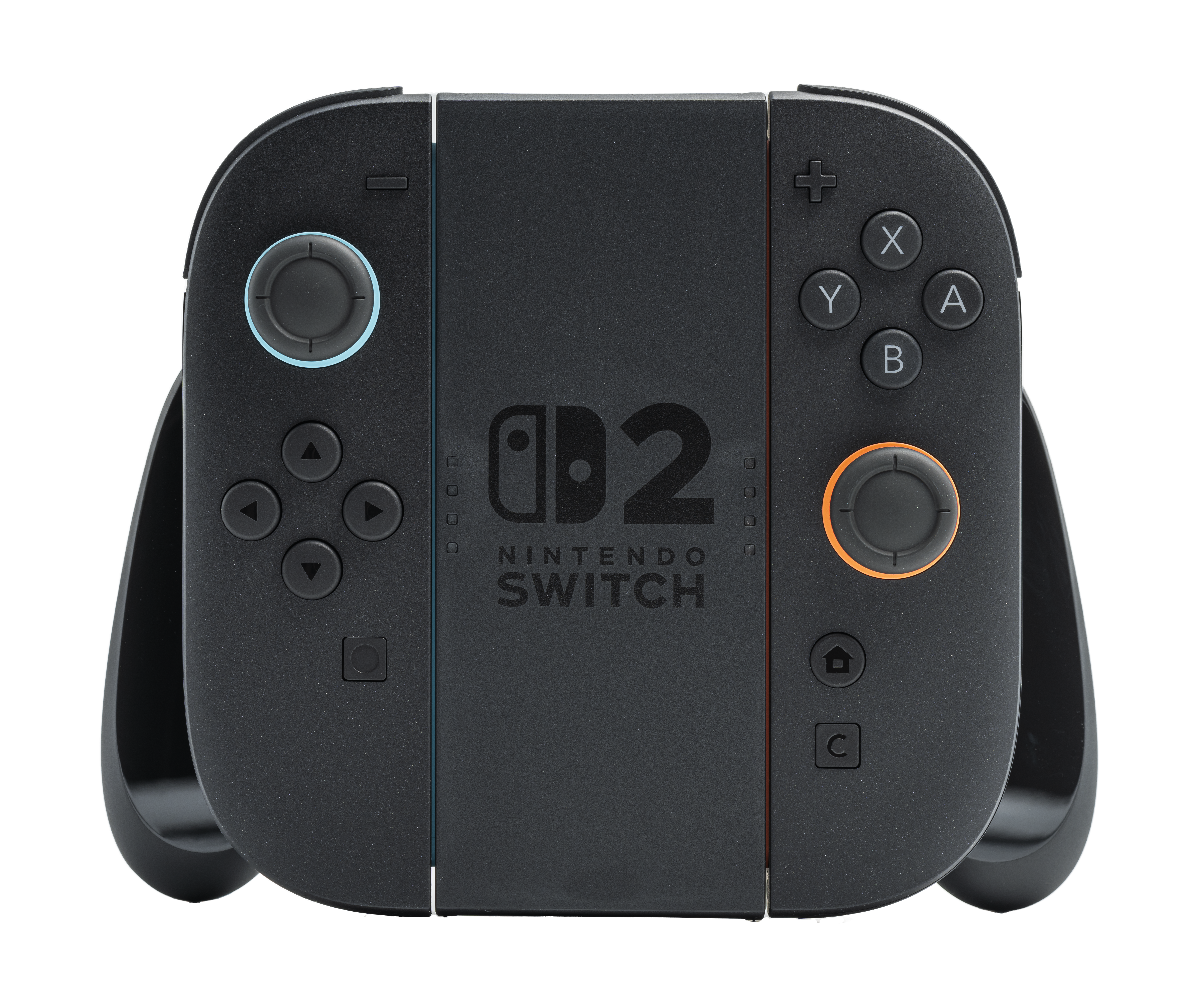
Houder voor de Joy-Con 2
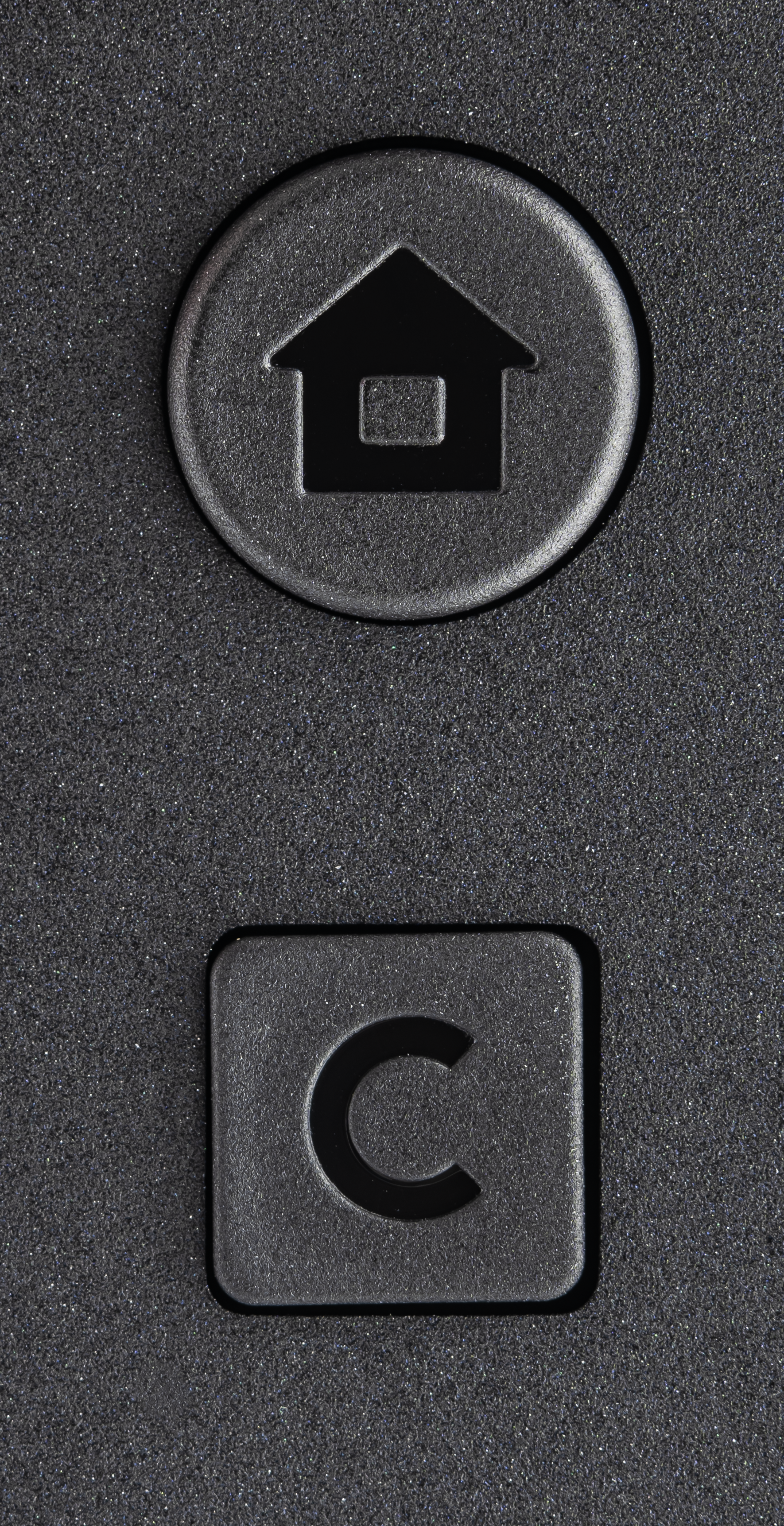
De C-knop voor de GameChat-functie

## Specificaties

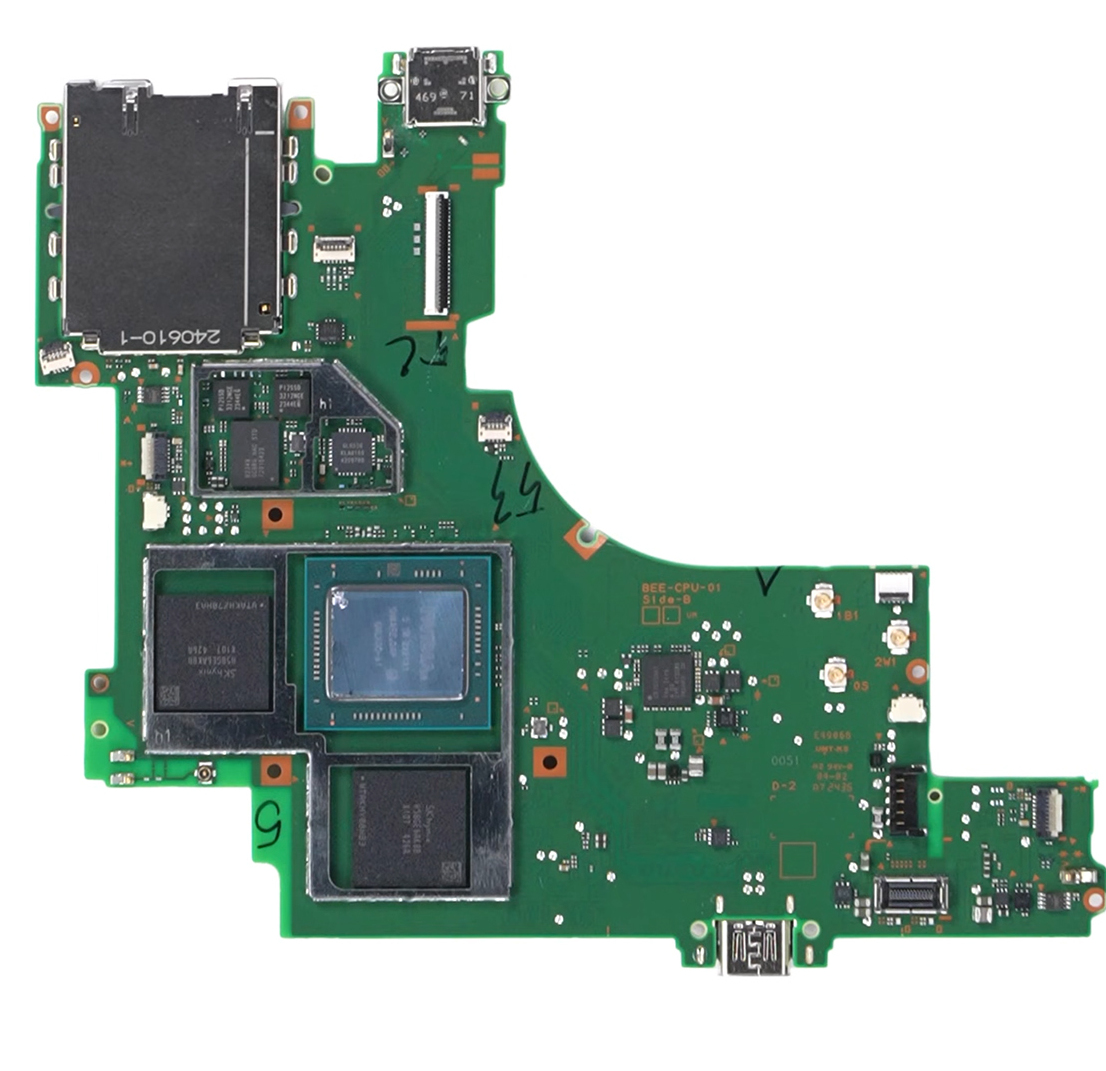
Moederbord van een Switch 2

- Processor: Nvidia Tegra T239 CPU (codenaam Drake) met acht kernen (octacore)
  - Kloksnelheid: 998 MHz (gedockt), 1101 MHz (handheld)
- Grafische processor: 12 SM Ampere-gebaseerde GPU met 1536 CUDA-kernen
  - 1007 MHz, 3,09 TFLOPS (gedockt), 561 MHz, 1,72 TFLOPS (handheld)
- Werkgeheugen: 12 GB LPDDR5X (128 bit)
  - Bandbreedte: 102 GB/s (gedockt), 68 GB/s (handheld)
- Opslag: 256 GB interne opslag, waarvan 232 GB beschikbaar
  - Uitbreidbaar met MicroSD Express-kaarten tot 2 TB
- Beeldscherm: 20 cm lcd-aanraakscherm, variabele vernieuwingsfrequentie tot 120 Hz, HDR10
- Beeldresolutie: 1920×1080 pixels, in het dock 1440p op 120 Hz óf 4K-resolutie op 60 Hz
- Geluid: PCM 5.1-kanaals surroundsound (gedockt), PCM 2.0 stereo speakers (handheld)
- Media: spelcartridge, digitale distributie
- Connectiviteit: Wi-Fi 6, Bluetooth, hoofdtelefoon, 2× USB-C
  - Dock: Gigabit Ethernet, HDMI 2.1, 2× USB 2.0
- Online dienst: Nintendo Switch Online
- Batterij: 5.220 mAh lithium-ion (niet vervangbaar)
- Batterijduur: tussen de twee en zes uur speeltijd
- Besturing: magnetische Joy-Con 2-controllers, Switch Pro-controller, aanraakscherm, microfoon
- Energieverbruik: maximaal 60 watt
- Afmetingen: 272 mm × 116 mm × 13,9 mm (l × b × h)
- Gewicht: 401 gram, met Joy-Cons 534 gram